# 基茲利亞爾

基茲利亞爾（俄语：Кизля́р）是俄羅斯達吉斯坦共和國北部的一座城市，臨捷列克河，距首府馬哈奇卡拉西北221公里。2002年人口48,457人。
1735年沙俄建立了要塞。1785年設市。